# Mount Erebus
A Mount Erebus az Antarktisz második legmagasabb vulkánja a maga 3794 méterével. Az Új-Zéland által követelt Ross-territóriumban elhelyezkedő Ross-sziget legmagasabb csúcsa. Jelenleg a kontinens legaktívabb vulkánja, és bolygónk öt lávatavának egyike is a vulkánon található. A vulkán teteje 18 000 ± 7 000 évvel ezelőtt egy heves, robbanásos kitörés következtében lerepült, a csúcs tetejét alkotó viszonylag sík terepet, kalderát létrehozva.
Jellegzetes, Stromboli-típusú kitörései során felszínre kerülő kőzetolvadék/törmelék a (fő)kürtő, illetve a mellékkürtők valamelyikén érkezik a felszínre, melyek szintén a főkráterbe vezetnek.

## Geológiája és vulkanizmusa
A Mount Erebus jelenleg az Antarktisz legaktívabb vulkánja, amely az úgynevezett Erebus-forrópont felett helyezkedik el. Kalderája rejti bolygónk egyik legrégebben fennmaradt fonolitikus lávatavát.